# Phyxelida jabalina
Phyxelida jabalina är en spindelart som beskrevs av Griswold 1990. Phyxelida jabalina ingår i släktet Phyxelida och familjen Phyxelididae.
Artens utbredningsområde är Tanzania. Inga underarter finns listade i Catalogue of Life.